# Have a Nice Trip
Have a Nice Trip è il quarto album del gruppo death/folk metal tedesco Die Apokalyptischen Reiter, pubblicato nel 2003.

## Tracce
1. Vier reiter stehen bereit – 3:42
2. Warum? – 3:36
3. Sehnsucht – 4:10
4. Terra Nola – 4:48
5. We Will Never Die – 3:49
6. Baila Conmigo – 3:51
7. Ride On – 2:47
8. Du kleiner wicht – 2:46
9. Komm – 3:11
10. Das Paradies – 5:00
11. Fatima – 3:56
12. Wo die Geister ganz still sterben – 4:13
13. Seid willkommen – 4:14
14. Master of the Wind (Manowar cover, traccia bonus) – 5:43

## Formazione
- Fuchs - voce
- Pitrone - chitarra
- Volk-Man - basso
- Sir G - batteria
- Dr. Pest - tastiere